# Port lotniczy Mexicali
Port lotniczy Mexicali (IATA: MXL, ICAO: MMML) – międzynarodowy port lotniczy położony w Mexicali, w stanie Kalifornia Dolna, w Meksyku.

## Linie lotnicze i połączenia
- Aeroméxico (Ciudad de México, Guadalajara, Monterrey)
  - Aeroméxico Connect (Culiacán, Hermosillo, Monterrey)
- Volaris (Guadalajara, Ciudad de Mexico)